# Aleksandr Getmanski

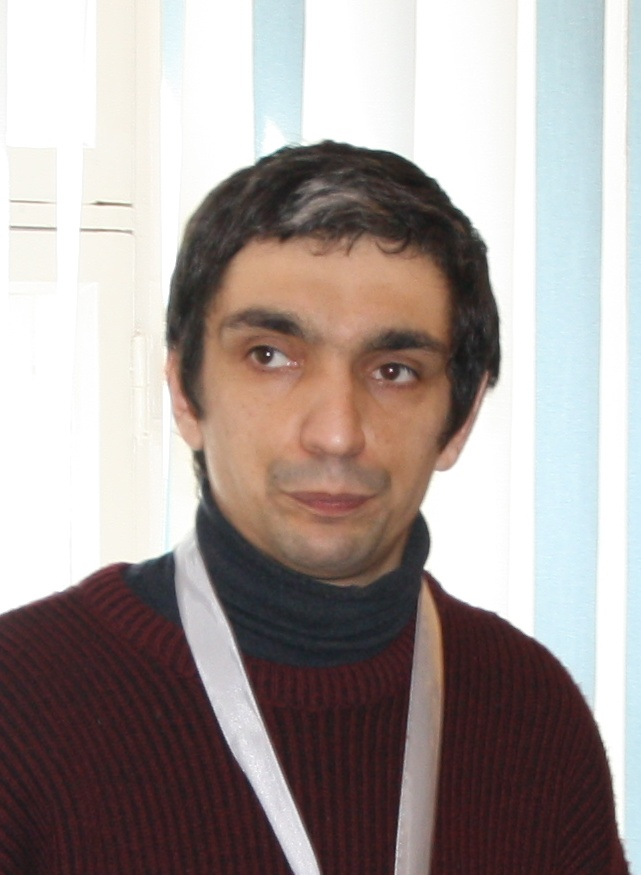
Aleksandr Getmanski (2010)

Aleksandr Getmanski (Sovjet-Unie, 6 oktober 1977) is een Russische dammer. Hij werd jeugdwereldkampioen in 1995 en 1996 en Russisch kampioen in 1998 en 1999. Hij nam regelmatig deel aan toernooien om het Europees en wereldkampioenschap. 
Hij eindigde op het EK 1999 in Hoogezand als zesde, 
werd op het EK 2002 in Domburg in de achtste finale uitgeschakeld door Guntis Valneris, eindigde op het EK 2006 in Bovec als vijftiende en op het EK 2008 in Tallinn als dertiende. 
Hij strandde op het WK 1996 in Abidjan in de groepsfase en eindigde als vijftiende op het WK 2001 in Moskou, negende op het WK 2003 in Zwartsluis en tiende op het WK 2005 in Amsterdam.